# Zehaye Bahta
Zehaye Bahta (* etwa 1932; † unbekannt) war ein äthiopischer Radrennfahrer. Er war ab 1993 Bürger von Eritrea.

## Sportliche Laufbahn
Bahta war Teilnehmer der Olympischen Sommerspiele 1956 in Melbourne. Im olympischen Straßenrennen wurde er als 38. klassiert und kam als dritter Fahrer seines Teams ins Ziel. In der Mannschaftswertung kam das Team aus Äthiopien mit Guremu Demboba, Mesfen Tesfaye, Zehaye Bahta und Negousse Mengistou als beste afrikanische Mannschaft auf den 9. Platz.